# Rutger Fuchs
Rutger Fuchs (født 12. april 1682 i Malmö, død 10. april 1753 i Stockholm) var en svensk militær og embedsmand.
Fuchs trådte 1699 i krigstjeneste i Lifland og blev 1704 kaptajn. Han gjorde tjeneste til 1707, dels i Østersøprovinserne, dels i Finland, men derefter i Sverige, blev 1710 major ved Dalregementet og 1712 oberstløjtnant. Samme år fulgte han med Stenbock til Tyskland, kommanderede i slaget ved Gadebusch (9. december 1712) hele Dalregementet og bidrog i høj grad til svenskernes sejr, men såredes så hårdt i kampen, at han et helt år måtte gå på krykker. Fuchs deltog i Karl XII's første angreb på Norge (1716) og blev samme år for sin tapperhed adlet og forfremmet til oberst, først ved Dalregementet og senere ved Södermanlands regemente. Med en del af dette regiment alene — 700 mand — slog han 13. august 1719 en ved Södra Stäket landsat russisk afdeling på henved 6000 mand, der agtede at angribe Stockholm, og tvang dem til atter at indskibe sig. Fuchs var den eneste, som gjorde alvorlig modstand, og han ophøjedes derfor 1719 i friherrestanden og udnævntes til generalmajor. I frihedstiden hørte Fuchs til Huepartiet. I 1739 blev han overstatholder. Han fremmede, så vidt det stod i hans magt, sit partis interesser og arbejdede på at styrte Hattene og modarbejde deres krigsplaner, skønt han som ægte karolin blot længtes efter at genoprette Sveriges storhed.